# Junge Welt
«Юнге вельт» (нем. Junge Welt — «Юный мир») — межрегиональная ежедневная газета в Германии, целевой аудиторией которой являются в основном молодые читатели из левого спектра.
Газета была основана 12 февраля 1947 года в Советской зоне оккупации Германии. Она выходила еженедельно, с марта 1950 года — 6 раз в неделю. С 12 ноября 1947 года она была Центральным органом Союза свободной немецкой молодёжи. В начале 1990 года тираж газеты составил 1,6 млн экземпляров, выше, чем у официального органа СЕПГ Neues Deutschland.
После объединения Германии газета была приватизирована и несколько раз меняла владельца. В настоящий момент газета находится на 52 % в собственности кооператива абонентов (среди них члены Левой партии). По собственным оценкам имеет около 50 тысяч постоянных читателей. 